# 马尔特维利梅拉尼足球俱乐部
马尔特维利梅拉尼足球俱乐部，格鲁吉亚马尔特维利市的一个足球俱乐部。目前，该队参加格鲁吉亚足球超级联赛。
该队的最佳杯赛成绩是格鲁吉亚杯四强。